# کوژنکینو (سکونتگاه شهری)

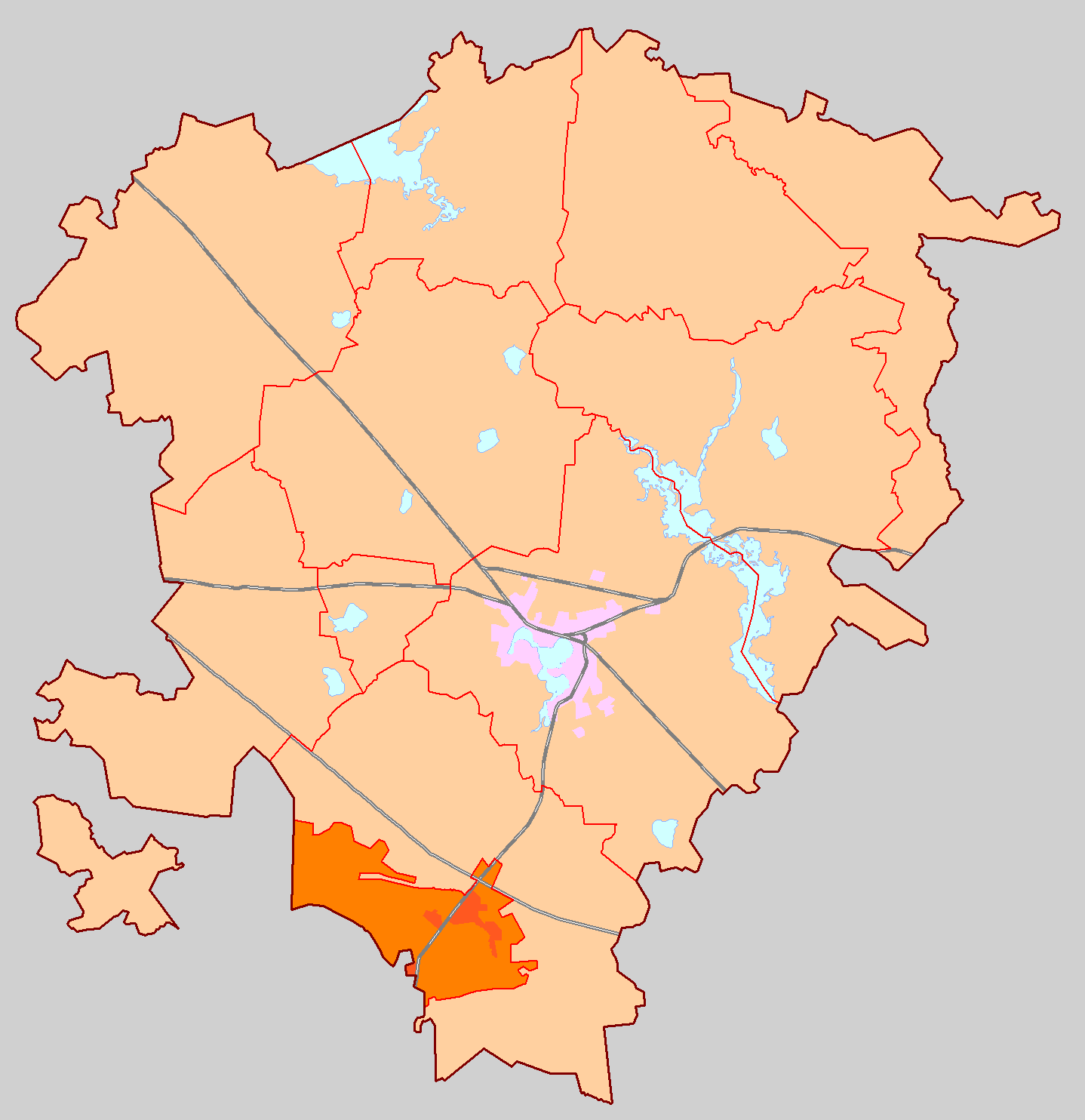
سکونتگاه شهری کوژنکینسکویه که بر روی نقشه منطقه بولوگوفسکی قرار گرفته

کوژنکینو یک سکونتگاه شهری در استان تور روسیه است.
این سکونتگاه شامل منطقه بولوگوفسکی ، که شهرداری شهرک کوژنکینسکویه را به عنوان تنها سکونتگاه ترکیبی در آن منطقه ایجاد می نماید .
این رودخانه بر روی رودخانه هایی همچون شلینکا، شلینا و لادیژنکا، در ۱۷۶ کیلومتری شمال غربی مرکز منطقه، همچنین ۲۰ کیلومتری جنوب شهر بولوگو قرار گرفته است. ایستگاه راه آهن این سکونتگاه از خط بولوگو- ولیکیه لوکی، در نزدیکی روستایی از اتوبان ام ۱۰ روسیه می گذرد.